# Mel Brooks

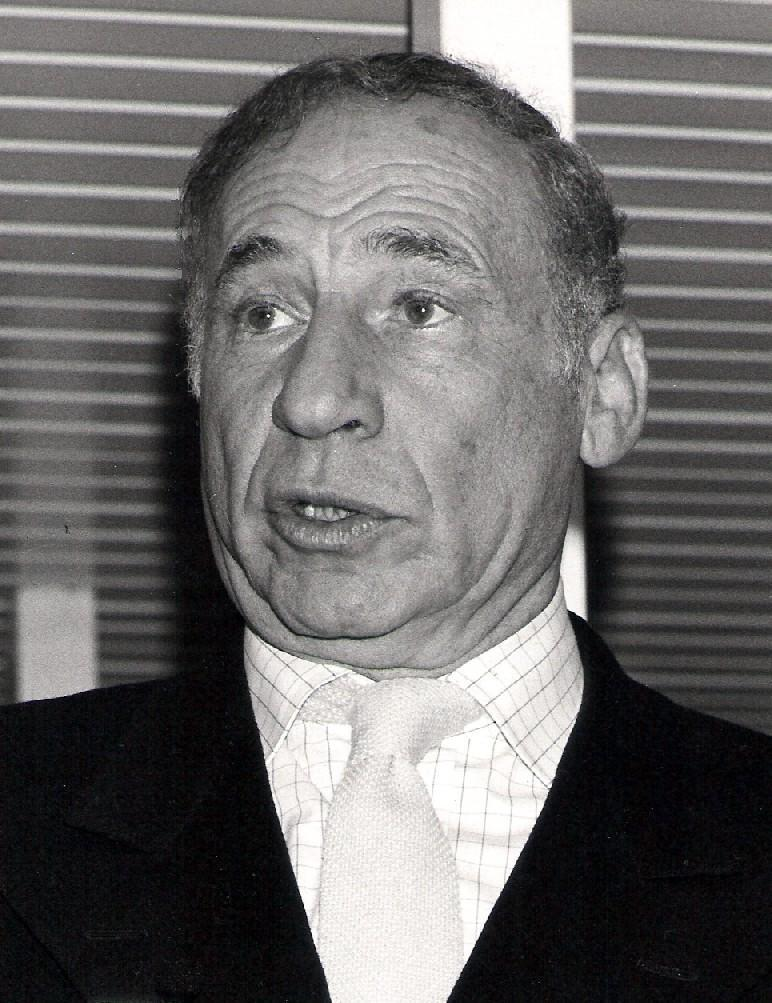
Mel Brooks i februari 1984.

Melvin James "Mel" Brooks, ursprungligen Kaminsky, född 28 juni 1926 i Brooklyn i New York, är en amerikansk filmregissör, filmproducent, skådespelare, komiker och kompositör. Några av Brooks mest kända filmer är Det våras för Hitler (1967), Det våras för svärmor (1970), Det våras för sheriffen (1974), Det våras för Frankenstein (1974), Det våras för stumfilmen (1976), Det våras för galningarna (1977), Det våras för världshistorien del 1 (1981), Det våras för rymden (1987) och Robin Hood – karlar i trikåer (1993). 

## Biografi
Brooks är jude av polsk och ukrainsk härkomst.
Mel Brooks arbetade som nattklubbsunderhållare och hade en framgångsrik tv-karriär innan han debuterade som filmregissör med komedin Det våras för Hitler (1968), en burlesk absurditet, av många uppfattad som smaklös.[källa behövs] Därefter har han gjort en svit filmer som parodierar populära filmgenrer, till exempel Det våras för sheriffen (1974), Det våras för Frankenstein (1974), Det våras för stumfilmen (1976) och Robin Hood – karlar i trikåer (1993). Brooks medverkar ofta själv som skådespelare i sina filmer. Andra skådespelare som ofta medverkar i hans filmer är Gene Wilder och Marty Feldman. 
År 1975 belönades Mel Brooks och Gene Wilder med Nebulapriset för Det våras för Frankenstein i klassen "Bästa dramatisering".
Att Brooks filmer fått svenska titlar som börjar med Det våras för... var något som filmernas svenska distributörer gjorde på eget bevåg efter att Det våras för Hitler visade sig vara en mer attraktiv titel på svenska marknaden, än direktöversatta Producenterna. De nya titlarna användes till nio filmer som annat än Brooks regi är orelaterade.
Mel Brooks var gift med skådespelaren Anne Bancroft från den 5 augusti 1964 fram till hennes död 2005.
2023 tilldelades Brooks en Hedersoscar för sin livgärning inom komedigenren. Priset delades ut 9 januari 2024.

## Filmografi i urval
- 1965–1970 – Smart (TV-serie) (skapare)
- 1967 – Det våras för Hitler / Producenterna (regi och medverkan)
- 1970 – Det våras för svärmor (regi och medverkan)
- 1971–1977 – The Electric Company (TV-serie) (780 avsnitt)
- 1974 – Det våras för sheriffen (regi och medverkan)
- 1974 – Det våras för Frankenstein (regi och medverkan)
- 1975 – Sherlock Holmes' smarta brorsa (röst, ej krediterad)
- 1976 – Det våras för stumfilmen (regi och medverkan)
- 1977 – Det våras för galningarna (regi och medverkan)
- 1979 – Mupparna (medverkan)
- 1980 – Elefantmannen (exekutiv producent, ej krediterad)
- 1981 – Det våras för världshistorien del 1 (regi och medverkan)
- 1982 – Berusad av framgång (exekutiv producent, ej krediterad)
- 1982 – Frances (exekutiv producent, ej krediterad)
- 1983 – Att vara eller inte vara eller Det våras för Hamlet (producent och medverkan)
- 1986 – Solens barn (exekutiv producent)
- 1987 – Det våras för rymden (regi och medverkan)
- 1990 – Titta hon snackar också! (röst)
- 1991 – Det våras för slummen (regi och medverkan)
- 1993 – Robin Hood – karlar i trikåer (regi och medverkan)
- 1995 – Dracula – död men lycklig (regi och medverkan)
- 1996–1999 – Galen i dig (TV-serie) (medverkan, fyra avsnitt)
- 2004 – Simma lugnt, Larry! (TV-serie) (fyra avsnitt)
- 2005 – Robotar (röst)
- 2005 – The Producers (manus och producent)
- 2014 – Herr Peabody & Sherman (röst)
- 2015 – Hotell Transylvanien 2 (röst)
- 2018 – Hotell Transylvanien 3: En monstersemester (röst)
- 2019 – Toy Story 4 (röst)
- 2022 – Tassar av stål (röst)

## Samarbeten
| Skådespelare      | Det våras för Hitler | Det våras för svärmor | Det våras för sheriffen | Det våras för Frankenstein | Det våras för stumfilmen | Det våras för galningarna | Det våras för världshistorien del 1 | Det våras för rymden | Det våras för slummen | Robin Hood – karlar i trikåer | Dracula – död men lycklig |
| ----------------- | -------------------- | --------------------- | ----------------------- | -------------------------- | ------------------------ | ------------------------- | ----------------------------------- | -------------------- | --------------------- | ----------------------------- | ------------------------- |
| Carol Arthur      |                      |                       | No                      |                            | No                       |                           |                                     |                      |                       | No                            | No                        |
| Anne Bancroft     |                      |                       | No                      |                            | No                       |                           |                                     |                      |                       |                               |                           |
| Mark Blankfield   |                      |                       |                         |                            |                          |                           |                                     |                      |                       | No                            | No                        |
| Sid Caesar        |                      |                       |                         |                            | No                       |                           | No                                  |                      |                       |                               |                           |
| Charlie Callas    |                      |                       |                         |                            | No                       | No                        | No                                  |                      |                       |                               | No                        |
| Ron Carey         |                      |                       |                         |                            | No                       | No                        | No                                  |                      |                       |                               |                           |
| Megan Cavanagh    |                      |                       |                         |                            |                          |                           |                                     |                      |                       | No                            | No                        |
| Ron Clark         |                      |                       |                         |                            | No                       | No                        |                                     |                      | No                    |                               |                           |
| Dom DeLuise       |                      | No                    | No                      |                            | No                       |                           | No                                  | No                   |                       | No                            |                           |
| Liam Dunn         |                      |                       | No                      | No                         | No                       |                           |                                     |                      |                       |                               |                           |
| Marty Feldman     |                      |                       |                         | No                         | No                       |                           |                                     |                      |                       |                               |                           |
| Sandy Helberg     |                      |                       |                         |                            |                          | No                        | No                                  | No                   |                       |                               |                           |
| John Hurt         |                      |                       |                         |                            |                          |                           | No                                  | No                   |                       |                               |                           |
| Madeline Kahn     |                      |                       | No                      | No                         |                          | No                        | No                                  |                      |                       |                               |                           |
| Harvey Korman     |                      |                       | No                      |                            |                          | No                        | No                                  |                      |                       |                               | No                        |
| Cloris Leachman   |                      |                       |                         | No                         |                          | No                        | No                                  |                      |                       |                               |                           |
| Barry Levinson    |                      |                       |                         |                            | No                       | No                        |                                     |                      |                       |                               |                           |
| Rudy De Luca      |                      |                       |                         |                            | No                       | No                        | No                                  | No                   | No                    | No                            | No                        |
| Kenneth Mars      | No                   |                       |                         | No                         |                          |                           |                                     |                      |                       |                               |                           |
| Howard Morris     |                      |                       |                         |                            |                          | No                        | No                                  |                      | No                    |                               |                           |
| Dick Van Patten   |                      |                       |                         |                            |                          | No                        |                                     | No                   |                       | No                            |                           |
| Robert Ridgely    |                      |                       | No                      |                            |                          | No                        |                                     |                      | No                    | No                            |                           |
| Andréas Voutsinas | No                   | No                    |                         |                            |                          |                           | No                                  |                      |                       |                               |                           |
| Albert Whitlock   |                      |                       |                         |                            |                          | No                        | No                                  |                      |                       |                               |                           |
| Gene Wilder       | No                   |                       | No                      | No                         |                          |                           |                                     |                      |                       |                               |                           |
| Amy Yasbeck       |                      |                       |                         |                            |                          |                           |                                     |                      |                       | No                            | No                        |